# Taku Akahoshi
Taku Akahoshi (赤星 拓 Akahoshi Taku?, nacido el 21 de abril de 1984 en Fukuoka) es un exfutbolista japonés que se desempeñaba como guardameta.</ref>

## Trayectoria

### Clubes
| Club       | País  | Año         |
| ---------- | ----- | ----------- |
| Sagan Tosu | Japón | 2007 - 2017 |

## Estadística de carrera

### J. League
| Club       | Año   | J. League | J. League | Copa J. League | Copa J. League | Total | Total |
| Club       | Año   | Part.     | Goles     | Part.          | Goles          | Part. | Goles |
| ---------- | ----- | --------- | --------- | -------------- | -------------- | ----- | ----- |
| Sagan Tosu | 2007  | 32        | 0         | -              | -              | 32    | 0     |
| Sagan Tosu | 2008  | 15        | 0         | -              | -              | 15    | 0     |
| Sagan Tosu | 2009  | 0         | 0         | -              | -              | 0     | 0     |
| Sagan Tosu | 2010  | 20        | 0         | -              | -              | 20    | 0     |
| Sagan Tosu | 2011  | 19        | 0         | -              | -              | 19    | 0     |
| Sagan Tosu | 2012  | 30        | 0         | 5              | 0              | 35    | 0     |
| Sagan Tosu | 2013  | 16        | 0         | 3              | 0              | 19    | 0     |
| Sagan Tosu | 2014  | 0         | 0         | 1              | 0              | 1     | 0     |
| Sagan Tosu | 2015  | 11        | 0         | 1              | 0              | 12    | 0     |
| Sagan Tosu | 2016  | 0         | 0         | 3              | 0              | 3     | 0     |
| Sagan Tosu | 2017  | 2         | 0         | 2              | 0              | 4     | 0     |
| Total      | Total | 145       | 0         | 15             | 0              | 159   | 0     |